# Caviano
Caviano es una antigua comuna suiza del cantón del Tesino, localizada en el distrito de Locarno, círculo de Locarno.

## Fusión
A partir del 25 de abril de 2010 la comuna de Caviano es una de las nueve «fracciones» de la comuna de Gambarogno, junto con las antiguas comunas de Contone, Gerra (Gambarogno), Indemini, Magadino, Piazzogna, San Nazzaro, Sant'Abbondio y Vira (Gambarogno).
Caviano fue una de las ocho comunas en aprobar la votación consultativa del 27 de noviembre de 2007 en la que se preguntaba a los votantes si estaban de acuerdo con la fusión de las nueve comunas en una sola denominada Gambarogno. En Caviano de un total de 66 votos (62 % de participación), 51 fueron a favor (77%), mientras que 15 fueron desfavorables (23%).

## Geografía
Caviano se encuentra situado a orillas del lago Mayor. La antigua comuna limitaba al norte y este con la comuna de Sant'Abbondio, al sureste con Veddasca (IT-VA), al sur con Pino sulla Sponda del Lago Maggiore (IT-VA), al suroeste con Gordola, y al oeste con Brissago y Ronco sopra Ascona.